# هرمتیج، برکشر
هرمتیج (به انگلیسی: Hermitage) یک روستا و محله مدنی در بریتانیا است که در West Berkshire واقع شده‌است. هرمتیج ۶٫۳۶ کیلومتر مربع مساحت و ۱٬۹۴۳ نفر جمعیت دارد.